# Kerti saláta
A kerti saláta vagy egyszerűen saláta (Lactuca sativa) mérsékelt övi egy- vagy kétéves növény, az őszirózsafélék (Asteraceae) családjába tartozó faj. Többnyire levélzöldségként termesztik. Változatai a fejes saláta, a kötözősaláta, a tépősaláta és a jégsaláta.
Sok országban nyersen és hidegen fogyasztják, például salátákban, hamburgerekben vagy tacóban. Más országokban, pl. Kínában a kerti salátát főve fogyasztják, és a szár felhasználása épp olyan fontos, mint a levélé. A nemzetség tudományos neve a latin lac, azaz tej szóból származik, ami az ide tartozó növények tejnedvére utal. Enyhe íze miatt évszázadokon keresztül a saláták egyéb összetevői mellett közömbösítő szerepe volt.
Egyike a legrégebben termesztett zöldségnövényünknek. A saláta gyűjtőnéven szereplő zöldségfélék közül ez a legkedveltebb.
Tápértéke, a magas C-vitamin, (40 mg/100 g), de sok B-vitamint, (B1-, B2-, B6-vitamint) meszet, fehérjét, kalciumot, káliumot, foszfort, és vasat tartalmaz.
Ízanyagai jó hatással vannak a gyomor működésére, leves és főzelék készítésére is felhasználjuk. Cukorbetegek, túlsúlyosak is fogyaszthatják.

## Fajtakörök

### Kötözősaláta

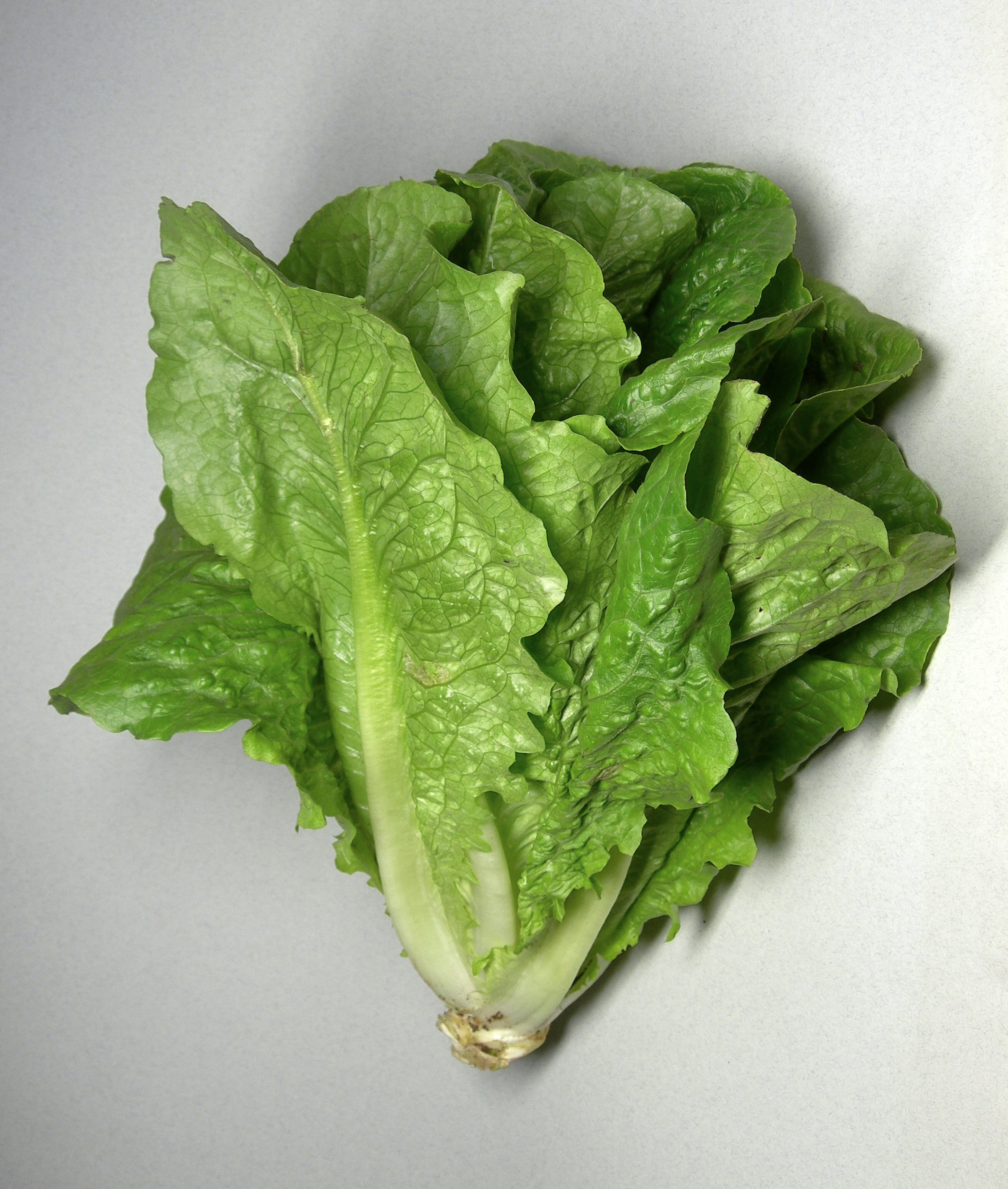
Kötözősaláta

A (Lactuca sativa convar. longifolia), más nevén római saláta, római vajsaláta az első – már az egyiptomiak által is – ismert termesztésbe vont kerti saláta kultúrfaj. Magyarországon főleg a 19. században volt közkedvelt. Leveleit a teljes kifejlődéskor összekötözik (innen a neve is), így halványítják. Egyes fajtái halványítás nélkül is jó minőségűek.
Nagyon ízletes, 100 grammja 30 mg meszet, 40 mg foszfort, 1,5 mg vasat és ásványi sókat tartalmaz, magas A-, C-, B1-, B2-vitamin tartalma van. A kötözősaláta tejnedve többek között almaoxál-, citrom-, és borkősavat, mannitot, asparagint és laktucint tartalmaz.

### Fejes saláta

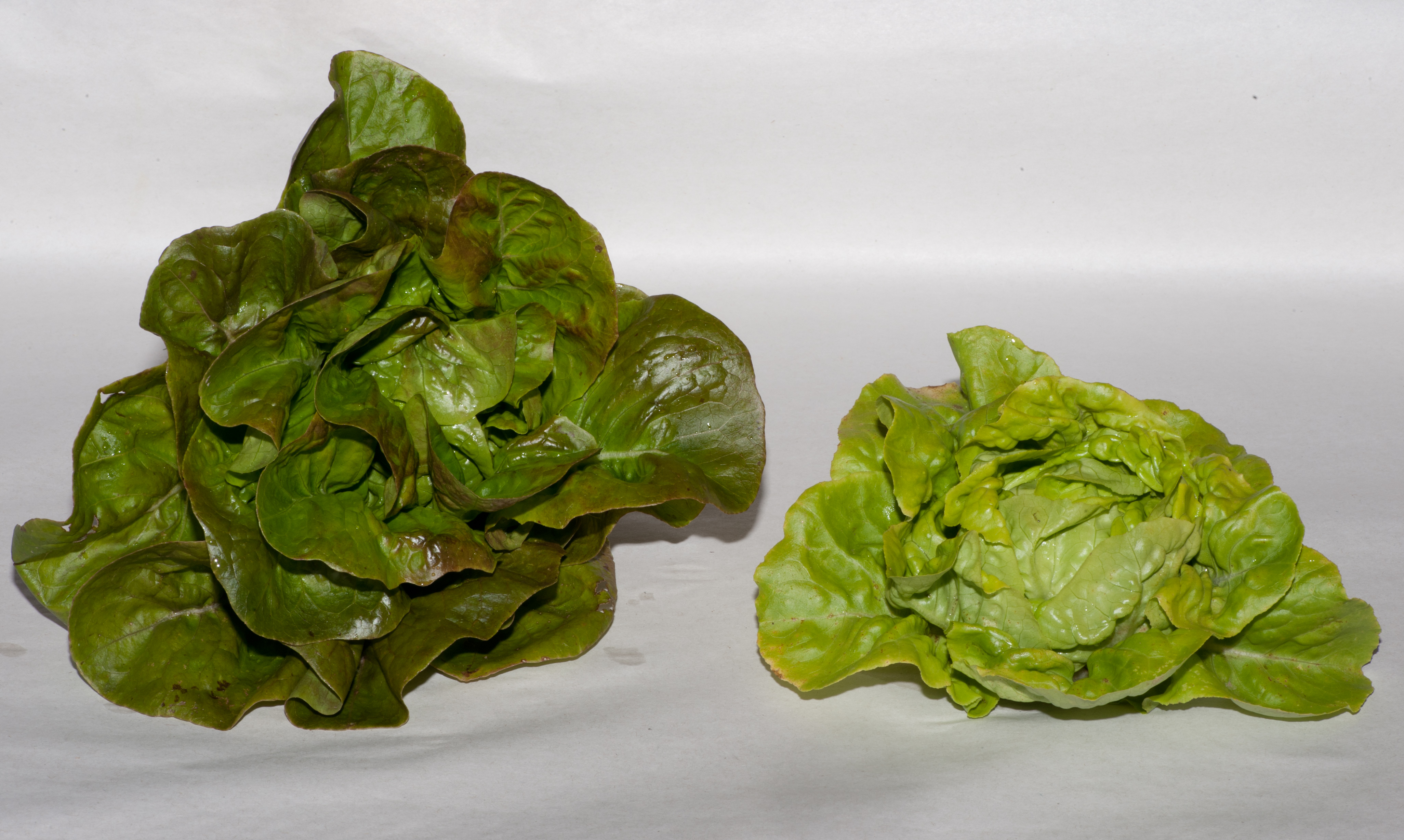
Fejes saláták

(Lactuca sativa convar. capitata), őshazája Dél-Európa, Észak- és Nyugat-Afrika. Magyarországon is széles körben elterjedt a fogyasztása. Egyéves növény, amelynek van áttelelő és nyári változata is. Magtermesztéséhez – az idegen beporzás megakadályozására – izolációra van szükség.
Rövid tenyészidejű és kis hőigényű (virágzásnál érzékeny a fagyokra), emiatt kiválóan alkalmas korai és szabadföldi termesztésre, illetve ezek miatt felhasználható elő-, utó- vagy köztes terményként is. Állandó helyre vetik, vagy palántázzák. Talajra nem, de tápanyagra, fényre igényes. Különösen a fejlődés első időszakában kíván sok vizet, de a teljes tenyészidőszakban kedveli a nedves talajt. Nemesítésénél a jó fejesedés, a késői magszárasodás a legfontosabb követelmények, illetve hogy torzsája és külső levelei arányaikban ne legyenek túl nagyok, erezetük finom legyen és a növény ellenálló. Vadon élő rokona a keszeg saláta.
C-vitamin tartalma 20 mg/100 g.

#### Jégsaláta
A fejes saláták közé tartozik.

### Leveles saláta

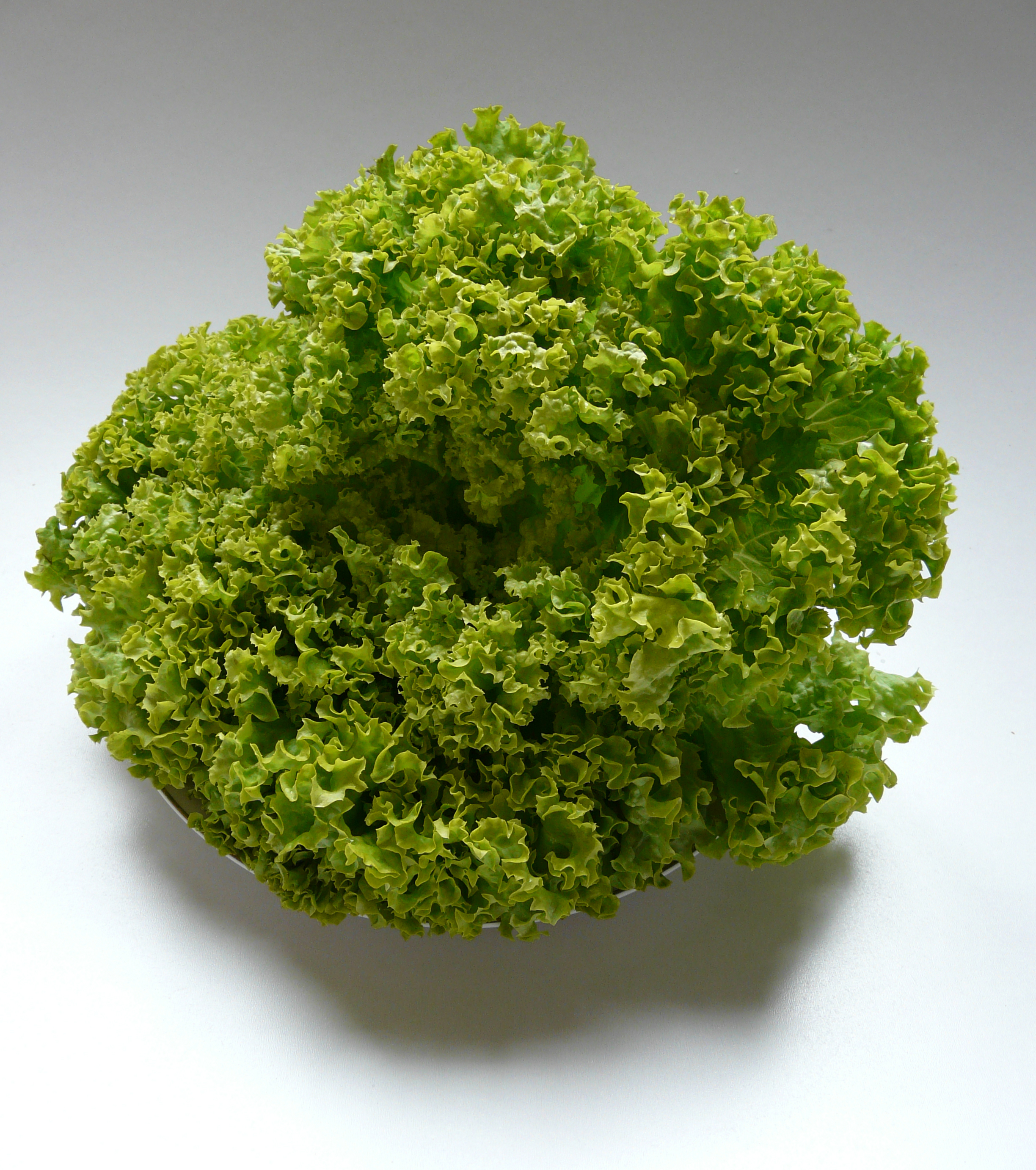
Lollo típusú leveles saláta

(Lactuca sativa convar. crispa)

#### Metélősaláta
(Lactuca sativa var. secalina Alef.), vagy vágósaláta. Zöldessárgától barna színű levelei sima vagy fodros tölgylevél szerűek. Fejet nem képez, gyorsan nő.

#### Tépősaláta
(Lactuca sativa var. aurescens (acephala)), levelei folyamatosan nőnek, így akár levelenként is szedhető – neve is ebből ered. Salátát vagy főzeléket készítenek belőle. Az egyéves növény levelei hosszú szártagúak, és magszárképződés után is fogyaszthatóak.

### Spárgasaláta

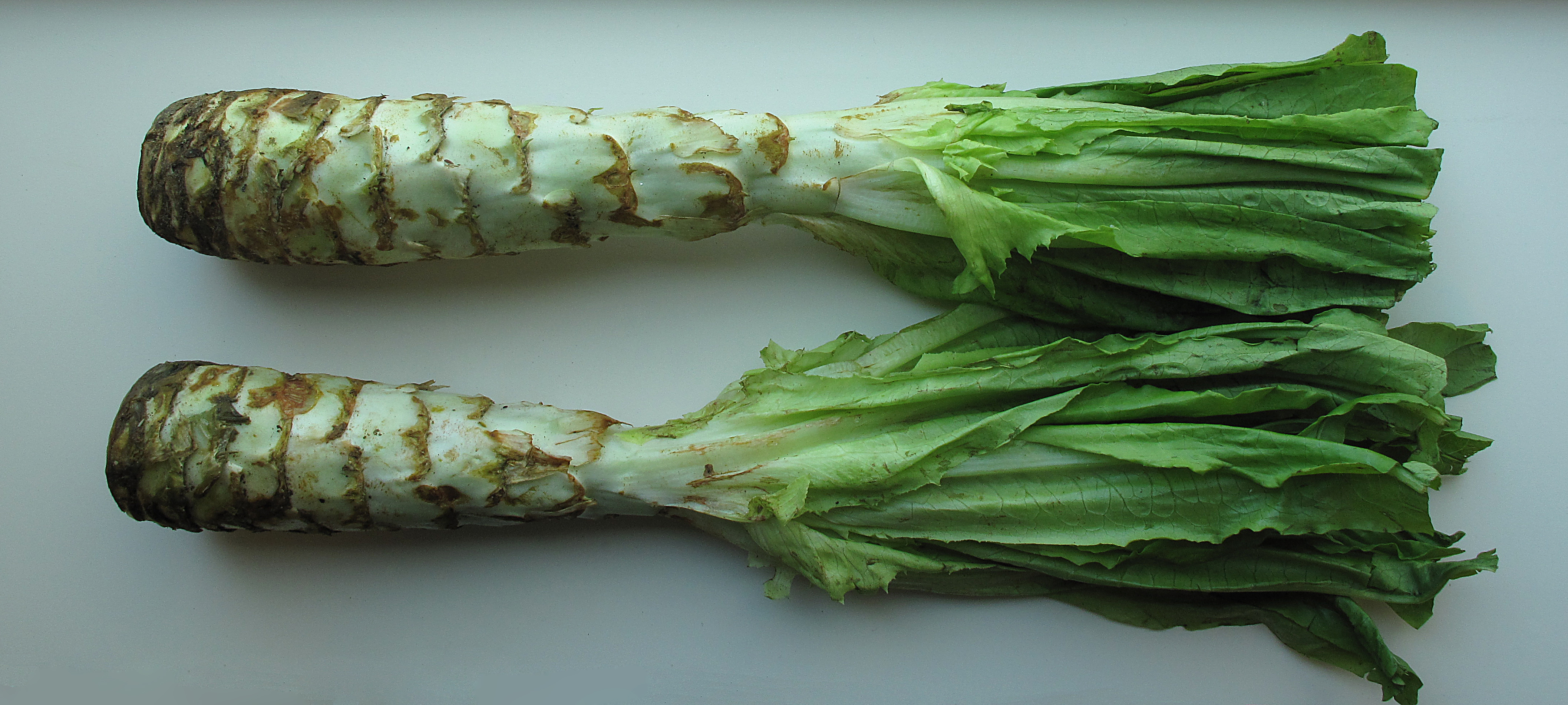
Spárgasaláta

(Lactuca sativa var. angustanae)
Lásd: Spárgasaláta

## Termesztése
A saláta az egyik legnépszerűbb zöldségféle a világon, és szinte minden kontinensen termesztik, 2021-ben több mint 100 országban, és az éves termés mennyisége meghaladta a 31 millió tonnát.
A világ legnagyobb salátatermelői közé tartozik Kína, az Egyesült Államok, Dominika Köztársaság, India és Üzbegisztán. Ezek az országok a 2021-es termelésük alapján az első öt helyen álltak. 2021-ben Kína és az Egyesült Államok az éves termés több mint felét (55%) adták a világ saláta termelésének.